# Leo Esaki
Leo Esaki (Japans: 江崎 玲於奈, Esaki Reona) (Osaka, 12 maart 1925) is een Japans natuurkundige die in 1973 samen met Ivar Giaever en Brian Josephson de Nobelprijs voor de Natuurkunde kreeg voor zijn experimentele ontdekkingen over tunneleffecten in halfgeleiders en supergeleiders. Hij is ook de uitvinder van de tunneldiode.

## Biografie
Esaki werd geboren in Osaka als zoon van de architect Soichiro Esaki en Niyoko Ito. Hij studeerde natuurkunde aan de universiteit van Tokio, waar hij in 1947 zijn bachelor (B.Sc.) behaalde en in 1959 promoveerde. Vanaf 1956 werkte hij als onderzoekswetenschapper bij de Sony Corporation en van 1960 tot 1992 bij IBM aan het Thomas J. Watson Research Center in het Amerikaanse Yorktown Heights.
Na zijn terugkeer in Japan was hij zes jaar lang president van de universiteit van Tsukuba. Van 2000 tot 2005 was hij president van het Shibaura Instituut van Technologie en 2006 bij het Yokohama College of Pharmacy.
Werkend bij Sony ontdekte hij rond 1958 het tunneleffect in halfgeleiders, een effect dat gerelateerd is aan de kwantummechanica. Een overlap tussen golffuncties aan weerszijden van een energiebarrière zorgt ervoor dat een deeltje door de barrière gaat, terwijl het niet voldoende energie heeft om over de barrière heen te gaan. Twee jaar na deze ontdekking leidde dit tot zijn uitvinding van de tunneldiode (ook wel Esakidiode genoemd).

## Erkenning
Naast de Nobelprijs voor de Natuurkunde, samen met Giaever – ontdekking van tunneleffecten in supergeleiders – en Josephson verkreeg Esaki enkele belangrijke nationale en internationale onderscheidingen en prijzen, waaronder:
- 1961 – IRE Morris Liebmann Memorial Award
- 1961 – Stuart Ballantine Medal van het Franklin Institute
- 1965 – De Imperial Prize van de Japanse Academie
- 1985 – International Prize of New Materials van de American Physical Society
- 1991 – IEEE Medal of Honor
- 1998 – Japanprijs
- 1998 – Orde van de Rijzende Zon

Esaki is onder andere (buitenlands) lid van de American Academy of Arts and Sciences, de American Philosophical Society, de Academie van wetenschappen van Italië en Rusland, van de Duitse Max-Planck-Gesellschaft en de Japanse Academie.